# NGC 4093
NGC 4093 је галаксија у сазвежђу Береникина коса која се налази на NGC листи објеката дубоког неба.
Деклинација објекта је + 20° 31' 20" а ректасцензија 12h 5m 51,4s. Привидна величина (магнитуда) објекта NGC 4093 износи 14,4 а фотографска магнитуда 15,4. NGC 4093 је још познат и под ознакама MCG 4-29-21, CGCG 128-24, NPM1G +20.0306, PGC 38323.